# Canena
Canena es un municipio español de la provincia de Jaén, Andalucía, situado en la comarca de La Loma. Cuenta con una población de 1780 habitantes (INE 2023).
Aproximadamente la superficie municipal es de 14 km², extensión muy pequeña en relación con pueblos del entorno.

## Geografía
Integrado en la comarca de La Loma, se sitúa a 59 kilómetros de la capital provincial. El término municipal está atravesado por la autovía A-32 y por la carretera nacional N-322, entre los pK 133 y 136, además de por carreteras locales que permiten la comunicación con los municipios de Ibros y Rus. 
El pueblo se alza a 537 metros sobre el nivel del mar, siendo el relieve del municipio alomado, con un arroyo que desciende de las zonas más altas hacia el embalse de Giribaile. La altitud oscila entre los 625 metros al suroeste (cerro Artillería) y los 350 metros a orillas del embalse de Giribaile
| Noroeste: Ibros | Norte: Ibros y Rus | Nordeste: Rus |
| Oeste: Ibros    |                    | Este: Rus     |
| Suroeste: Ibros | Sur: Ibros y Rus   | Sureste: Rus  |

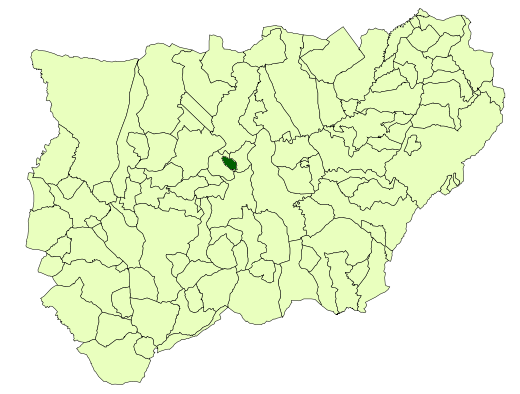
Extensión del municipio en la provincia de Jaén

Se encuentra situado concretamente en el kilómetro 136 de la N-322 y está situado a 47 km de la capital de provincia, 9 km de Úbeda y Baeza y 17 de Linares, ocupando prácticamente el centro geográfico de la provincia de Jaén.
En lo referente a la red de comunicaciones del municipio, Canena se beneficia ampliamente de la importancia comercial de municipios mayores cercanos, tales como Úbeda o Linares.
Carreteras
- La N-322 desde Bailén en dirección a Albacete, deja el municipio entre Úbeda y Linares, conformando el eje articulador principal de la Comarca de la Loma atravesando ésta al municipio.
- La carretera JV-3046 conecta el municipio con la localidad de Ibros.
- La carretera JV-6041 conecta el municipio con la carretera autonómica A-301 y ésta a su vez con Úbeda, Arquillos, Vilches y La Carolina.
- Amplia red de caminos rurales que desarrolla por todo el municipio y que interconexiona cortijos y fincas con el casco urbano. Se trata de cientos de kilómetros de pistas y carriles de tierra cuya función básica es la de dar acceso a las propiedades agrarias y transporte de productos y diversa maquinaria agrícola, aunque en la actualidad se potencian otros usos lúdicos y recreativos.

Ferrocarril
Cuenta con la estación Linares-Baeza que se encuentra situada 12 km de Canena, en la carretera nacional 322 en dirección a Linares.
Autobuses
El municipio de Canena cuenta con una combinación de líneas de autobús que conectan el municipio con localidades colindantes tales como Úbeda o Linares, estando también comunicada por este medio con la capital de provincia, Jaén.

### Urbanismo
Canena, debido a factores tales como la orografía del terreno en el que se encuentra el municipio, el clima, la socioeconomía o a la antigüedad de muchas de sus calles, configuran de buena manera el tipo de vivienda predominante, la cual se constituye comúnmente en viviendas de dos pisos de construcción privada ocupadas únicamente por una unidad familiar.
Existen también dos barrios de viviendas de Protección Oficial promovidas por la Junta de Andalucía y constituidas en casas unifamiliares de dos pisos de las cuales se benefician unas 76 familias (40 familias en el barrio Las Casas Nuevas y 36 familias en el barrio de la calle Almería).
Los bloques de pisos no son una construcción muy común, existiendo varios bloques de viviendas de este tipo en el municipio.
A vista aérea se puede observar cómo una gran mayoría de las calles se sitúan en torno a la figura del castillo, situado en la parte más alta del pueblo y conformándose las calles en una especie de semi-tela de araña cuyo centro sería el castillo correspondiéndose también al intento de eliminación de la pendiente en sus calles.
El pueblo es atravesado por la N-322, aunque no divide a la población, ya que en una de las partes queda casi la gran parte del municipio, y en la otra, no más de una treintena de casas junto con el polígono industrial.
Teniendo en cuenta la constitución y características de distintas zonas del municipio, este podría dividirse en varias zonas:
- La franja norte del municipio junto a la mayoría de la parte más al oeste constituyen la zona más antigua del municipio, siendo las calles con mayor pendiente que rodean al castillo, plaza del Ayuntamiento, iglesia y ermita. En esta zona es raro ver, debido a la anchura de sus calles, acerado a uno o ambos lados de la calle.
- La parte más al este y toda la punta noroeste del municipio junto con la pequeña parte del municipio que queda al sur de la N-322 constituyen zonas de más moderna construcción, quedando estas en áreas con menor pendiente y alrededor de la zona más antigua. Aquí es más común ver acerado a uno o ambos lados de la calle e incluso también se posibilita espacio y poca pendiente para las zonas verdes y parques.

Las posibilidades de expansión del núcleo de población están muy limitadas debido principalmente a la falta de suelo urbanizable y a los siguientes factores: la parte este del municipio linda con el término municipal de Rus; la parte sur del mismo es atravesada por la N-322; la parte norte del núcleo rural se constituye en un terreno de gran pendiente que dificulta la construcción. Viendo todas estas circunstancias, la única parte que parece ser apta para la expansión del municipio sería por el oeste.

## Historia

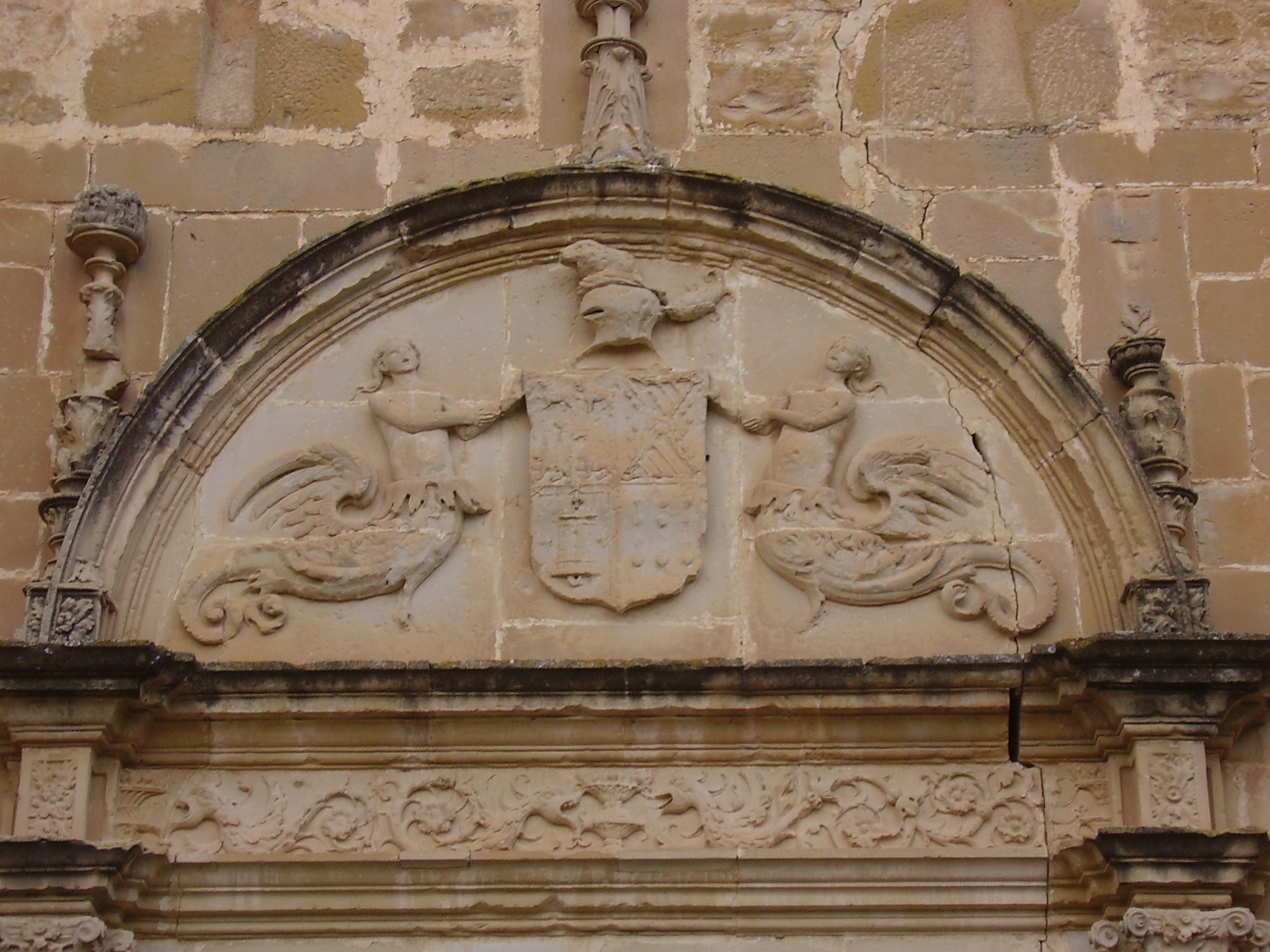
Escudo en la puerta del castillo de Canena

El origen del municipio puede remontarse a la prehistoria, pues en sus proximidades se han encontrado hachas de piedra pulimentadas, si bien es en época romana donde debieron aparecer las primeras poblaciones estables en la zona del Balneario, como lo demuestran la localización de mosaicos y la existencia de una obra hidráulica de la misma época. El enclave actual tiene su origen en la época árabe. Según Narciso Peinado, Aguirre Sadaba y otros, fueron los Banu Kinana sirianos que se asentaron en este territorio en torno al año 750. 
Entre 1220-1227 será definitivamente conquistada por Fernando III el Santo, posiblemente como avanzadilla hacia La Loma y las tierras de la campiña de Jaén y quizá ya entonces la done a las Órdenes militares de Santiago y Calatrava, por lo que en las fuentes es denominada como Las Canenas, permaneciendo el pueblo así repartido entre estas dos Órdenes Militares -integrado en la Encomienda de Bedmar, la parte perteneciente a la Orden de Santiago, y a la Encomienda de Torres y Canena, la parte perteneciente a la de Calatrava, hasta que en 1539 el emperador Carlos V las enajenó y formó un solo concejo. Carlos V vendió junta toda la villa a Francisco de los Cobos, el cual, en 1544 y desde Valladolid, otorgó las ordenanzas municipales que serán las que regirán todo el funcionamiento de la villa y que habían sido presentadas por el Concejo de ésta. Al poco tiempo, éste también inicia un proceso de transformación del antiguo Castillo de Canena en palacio cuya dirección de obras algunos atribuyen a Andrés de Vandelvira. Estas ordenanzas manan del Fuero de Baeza. Canena, a partir de entonces se encuentra vinculada con el Marquesado de Camarasa hasta bien entrado el siglo XX.

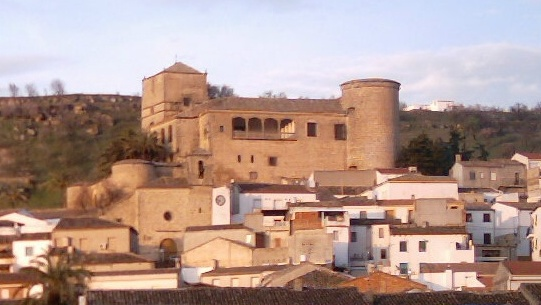
Castillo de Canena

En el siglo XIX se trataba de un municipio de unas 200 casas agrupadas en calles irregulares y pendientes que equivalía a unos 840 habitantes, población que seguirá incrementándose a lo largo de toda la segunda mitad del siglo XIX, hasta llegar a duplicar las cifras anteriores a principios del siglo XX cuando alcanza los 1 753 habitantes. Se ve la evolución del número de habitantes en el municipio a lo largo de toda la primera mitad del siglo XX: 2 053 habitantes de derecho en 1910, 2 111 en 1920, 2 363 en 1930, 2 546 en 1940 o los 2 613 de 1950. A partir de esta última fecha, sin embargo, los datos de población comenzarán a dibujar un nuevo panorama marcado, esta vez, por un suave descenso demográfico debido a la emigración, que situó su población en 1991 en los 2 063 habitantes.
Ésta evolución de la demografía va a estar estrechamente relacionada con los avatares que se produjeron en una actividad productiva de marcado signo agrícola. En efecto, la imagen del municipio a mediados del siglo XIX venía marcada por la impronta de un terreno fértil y muy productivo por el esmero del laboreo de los cultivos y por la presencia de una estructura de la propiedad repartida, cuyo origen hay que situarlo posiblemente en el dominio de estas tierras por las Órdenes Militares, que explotaron las tierras en forma de colonato, forma de explotación de la tierra que se debió mantener a partir del siglo XVI, con Francisco de los Cobos y sus sucesores, los titulares del Marquesado de Camarasa, estructura que se debió reafirmar con la aplicación de los decretos de desamortización eclesiástica y civil debieran tener. Los cultivos principales fueron el cereal y el olivar, aunque también se daba el viñedo, la huerta, etc., y así también fue entrado ya el siglo XX.
Por otro lado, y ahora desde el punto de vista político, destacan dos fechas en la historia más reciente de Canena. La primera la constituye el año 1919. En este año, y fruto de lo que significó la oleada huelguística de carácter revolucionario del denominado Trienio Bolchevique en las tierras de Jaén, Canena va a asistir a la fundación de tres organizaciones políticas y sindicales de clase: una agrupación de filiación ugetista, la agrupación local del PSOE y la creación también de otra agrupación en este caso de afiliación a la CNT. Panorama asociativo entre los caneneros de fines de la década de 1910 y aprendizaje político y sindical que va a explicar la victoria electoral de la conjunción republicano-socialista en las elecciones constituyentes de 1931 o la del Frente Popular en las generales de 1936. Victorias electorales en la década de los años treinta y en el marco de la II República que no hicieron sino consolidar en la localidad las opciones políticas de izquierdas. No en vano, en 1937, y ya en el contexto que marcaba la Guerra Civil, en Canena se va a fundar una agrupación local del PCE. Se puede ver un panorama político marcado por la preponderancia de las opciones de izquierdas y diversidad asociativa que, como puede suponerse, se quebró bruscamente en 1939 con el final del conflicto civil y el triunfo del ejército franquista.

## Demografía
Cuenta con una población de 1761 habitantes (INE 2024).
| Gráfica de evolución demográfica de Canena entre 1842 y 2021                                                          |
| |
| Población de derecho según los censos de población del INE. Población de hecho según los censos de población del INE. |

| 1611          | 1899 | 1899 | 1955 | 2323 | 2430 | 2457 | 2100 | 2063 | 1937 | 2137 | 2142 | 2139 | 2122 | 2117 | 2132 | 2118 | 2103 | 2092 | 2082 | 2089 | 2096 | 2083 |
| (Fuente: INE) |      |      |      |      |      |      |      |      |      |      |      |      |      |      |      |      |      |      |      |      |      |      |

Se observa también una disminución de la población a partir de la década de 1950 años debido principalmente a varias causas:
1. El aumento de las tasas de mortalidad infantil tras el desarrollo de la guerra civil española debido a la falta de alimentos y recursos que provocaban hambre y desnutrición.
2. El aumento de la emigración en el municipio a otras comunidades autónomas o al extranjero en busca de una vida mejor.
3. El desgaste que produce en la población la mortalidad al paso de los años.

En lo referente a las tasas de nupcialidad, salvo en el año 2000, estas se han mantenido equilibradas e incluso se han ido incrementando mínimamente al transcurso de los primeros años del siglo XXI, hecho que no ocurre con la tasa de natalidad del municipio, la cual en lugar de acompañar a un pequeño aumento de la nupcialidad (hecho que es previsible), decrece aunque de forma irregular al paso de los mismos años.

## Administración y política
| Periodo   | Nombre                   | Partido                                  |
| --------- | ------------------------ | ---------------------------------------- |
| 1979-1983 | Juan Casado Rodríguez    | Partido Socialista Obrero Español (PSOE) |
| 1983-1987 | Juan Casado Rodríguez    | Partido Socialista Obrero Español (PSOE) |
| 1987-1991 | Antonio Ortega Fernández | Partido Socialista Obrero Español (PSOE) |
| 1991-1995 | Juan Casado Rodríguez    | Partido Socialista Obrero Español (PSOE) |
| 1995-1999 | Juan Casado Rodríguez    | Partido Socialista Obrero Español (PSOE) |
| 1999-2003 | Ángel García Fernández   | Partido Socialista Obrero Español (PSOE) |
| 2003-2007 | Juan Serrano Jódar       | Izquierda Unida (IU)                     |
| 2007-2011 | Juan Serrano Jódar       | Izquierda Unida (IU)                     |
| 2011-2015 | José Carlos Serrano Ruiz | Izquierda Unida (IU)                     |
| 2015-2019 | José Carlos Serrano Ruiz | Izquierda Unida (IU)                     |
| 2019-2023 | José Carlos Serrano Ruiz | Izquierda Unida (IU)                     |
| 2023-act. | José Carlos Serrano Ruiz | Izquierda Unida (IU)                     |

| Partido político                                                    | 1979       | 1983       | 1987       | 1991       | 1995       | 1999       | 2003       | 2007       | 2011       | 2015       | 2019       | 2023       |
| Partido político                                                    | Concejales | Concejales | Concejales | Concejales | Concejales | Concejales | Concejales | Concejales | Concejales | Concejales | Concejales | Concejales |
| Partido Comunista de España (PCE)-Izquierda Unida (IU)              | 3          | 3          | 3          | 3          | 4          | 3          | 4          | 5          | 7          | 6          | 5          | 6          |
| Alianza Popular (AP)-Partido Popular (PP)                           | -          | 2          | 0          | 2          | 1          | 4          | 3          | 3          | 2          | 1          | 2          | 2          |
| Partido Socialista Obrero Español (PSOE)                            | 3          | 6          | 5          | 5          | 4          | 4          | 4          | 3          | 2          | 2          | 2          | 1          |
| Unidad Comunista (UC)                                               | -          | -          | -          | -          | 2          | -          | -          | -          | -          | -          | -          | -          |
| Unión de Centro Democrático (UCD)-Centro Democrático y Social (CDS) | 4          | -          | 3          | 1          | -          | -          | -          | -          | -          | -          | -          | -          |

## Patrimonio

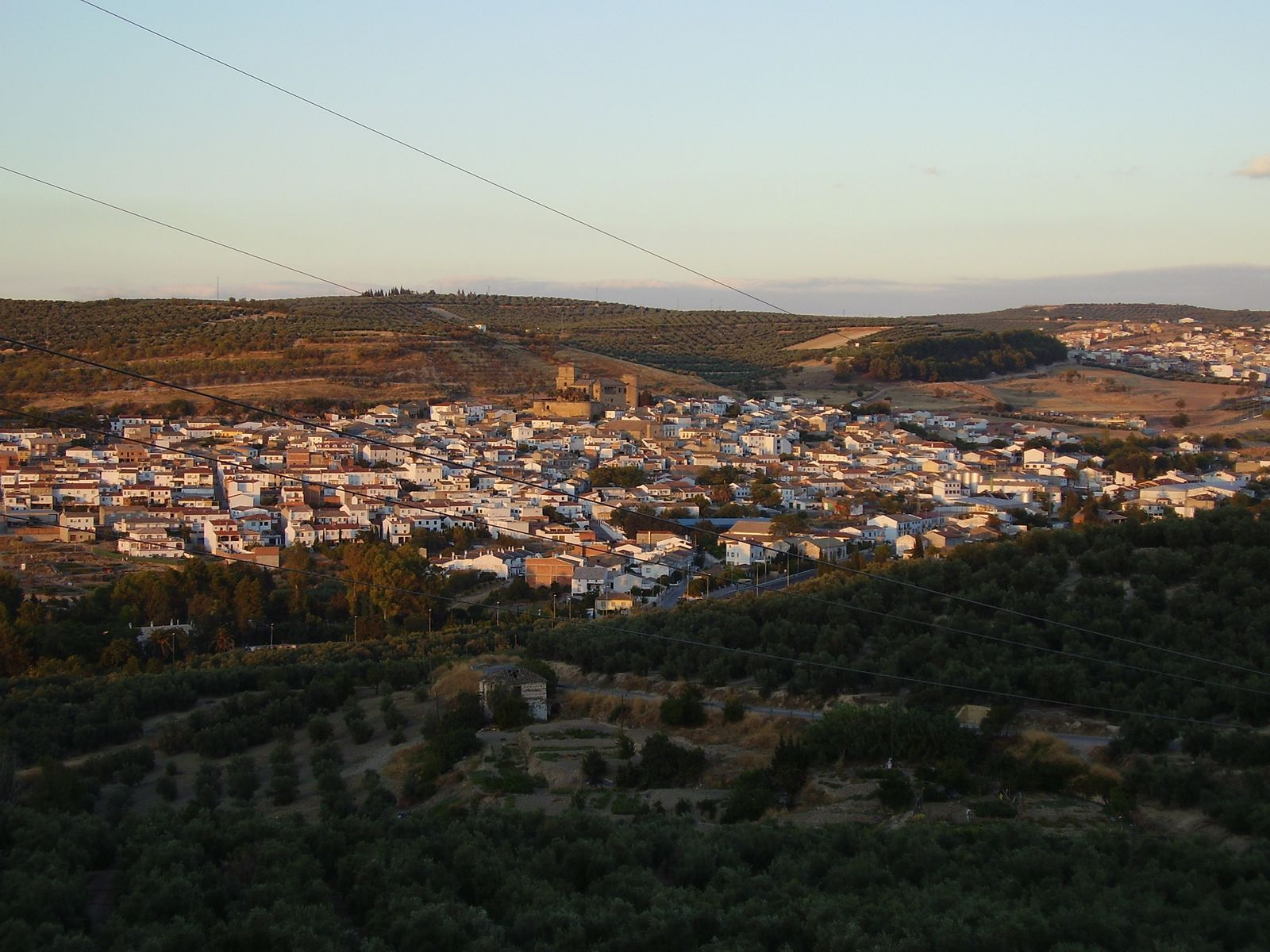
Vista de Canena desde el cerro Ibros

### Castillo-palacio renacentista
El castillo-palacio renacentista ya es citado por el Marqués de Santillana en una de sus serranillas. Perteneció a Francisco de los Cobos. Fue construido en la segunda mitad del siglo XVI, tras la compra del pueblo por Francisco de los Cobos, y se atribuye al arquitecto renacentista español Andrés de Vandelvira (1509-c. 1575), tiene un patio interior cuyo segundo piso se presenta con una balaustrada con columnas y capiteles jónicos sobre los que descansan las zapatas. En el siglo XXI este edificio es de propiedad privada.

### Iglesia parroquial
La iglesia parroquial es de estilo renacentista y planta rectangular. Se compone de tres naves, la central de mayor envergadura que las laterales, separadas por arcos de medio punto que se apoyan en cuatro columnas. 
A la derecha de la entrada principal está la torre de las campanas de planta cuadrangular y cubierta a cuatro aguas.
En la sacristía, de planta rectangular, se dispone de un pequeño museo donde se exponen objetos de culto de gran valor histórico, así como de un archivo que data desde octubre de 1564 los bautizos, confirmaciones, desposorios, bulas, etc acaecidos en el pueblo. 
Posee también una cripta almohade de gran robustez fechada hacia el año 1000.

### El Molinillo
El Molinillo es una construcción hidráulica de época, al menos, romana, destinada a la molturación de cereal, situada a unos 700 m al oeste del casco urbano de Canena en el margen izquierdo del arroyo de la Yedra. Los restos iniciales podrían datarse en época romana, como el acueducto. Fue muy mejorado en la época de Carlos V, cuando la villa fue comprada por Francisco de los Cobos.

### Ermita de la Virgen de los Remedios
La ermita de la Virgen de los Remedios se comenzó a construir a finales del siglo XV y se concluyó en la primera mitad del siglo XVIII gracias a limosnas, como se indica en la fachada. De planta rectangular con cubierta de medio cañón. La entrada está protegida por un pequeño cancel con tres arcos carpaneles más rebajados de lo habitual apoyados en dos columnas dóricas sobre plintos.

### Balneario de San Andrés
De orígenes romanos y con aguas indicadas para tratamientos terapéuticos de afecciones del estómago, el riñón, el estrés, el reumatismo o la artrosis. Todavía en activo durante el principio del siglo XXI.

### Museo de las telecomunicaciones

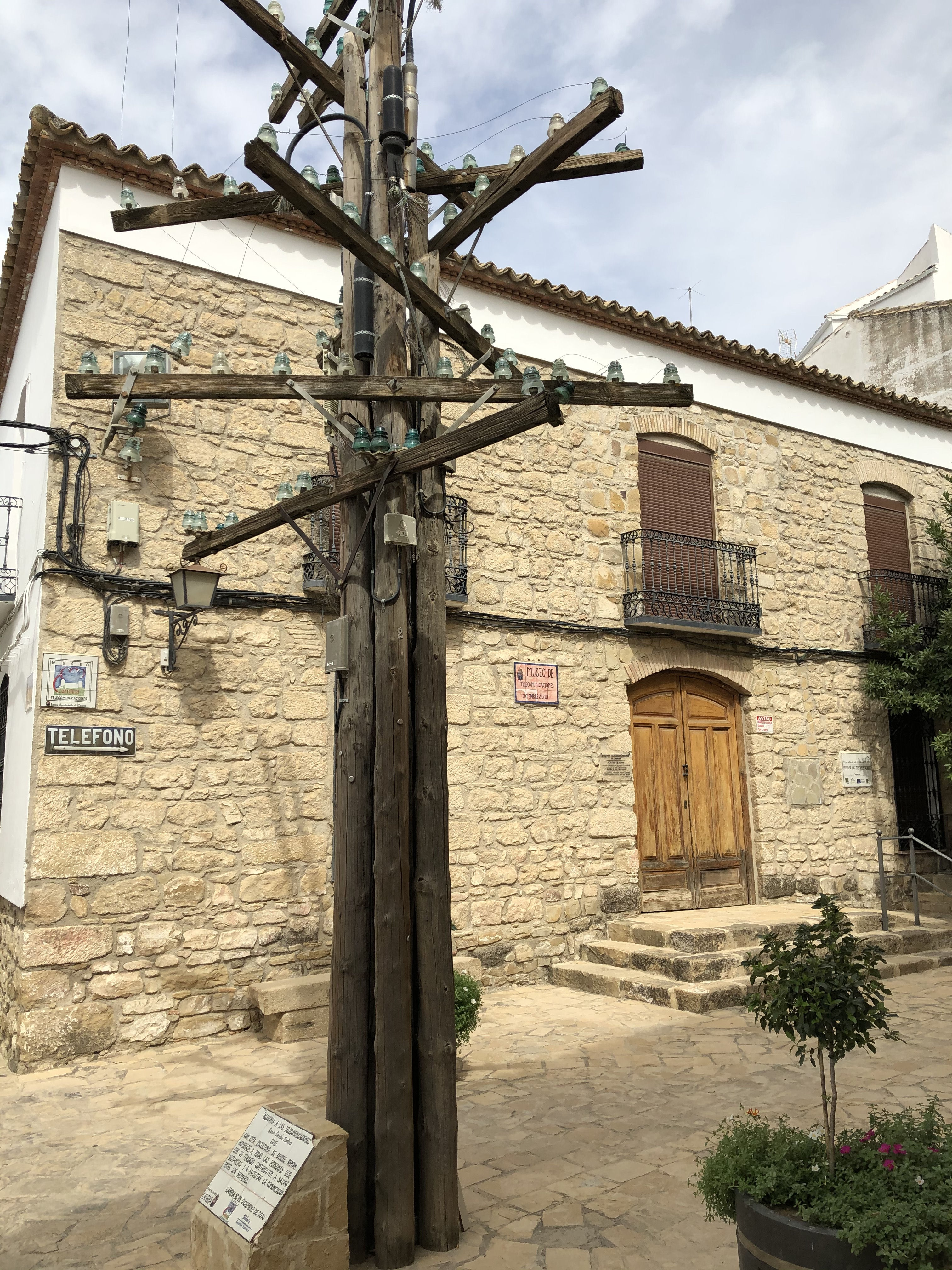
Museo de las Telecomunicaciones

En este museo se exponen piezas y equipos, muchos de los cuales aún funcionan, relacionados con las telecomunicaciones telefónicas, por ejemplo terminales, cables, postes telefónicos, equipos de conmutación, de transmisión, de radio, y de satélite.
Fue inaugurado en diciembre de 2010 fruto de un acuerdo con la Fundación Telefónica, la cual cedió piezas de la antigua colección histórico-tecnológica de la Fundación en Madrid, la cual fue desmontada en diciembre de 2007.

## Economía
En cuanto a la economía, cabe destacar una situación de prosperidad económica pudiendo ver que la renta familiar bruta disponible per cápita en el municipio durante el año 1998 fue de 1 082 166 euros. Así mismo, la propiedad se caracteriza sobre todo por estar muy repartida y una renta derivada especialmente del cultivo del olivar.[cita requerida]
El sector industrial deficitario, durante la primera década del siglo XXI, deja huella en el número de personas paradas en relación con el total de la población activa: 93 personas paradas (6,99 %, paro registrado a 31 de marzo de 2009) de un total de población activa de 1331 personas.
Teniendo en cuenta el porcentaje de personas paradas en el municipio (6,99 %) en relación con 
el porcentaje de personas paradas en la provincia y en el país (10,85 % y 11,32 % respectivamente), se ve que éste está muy por debajo de esos porcentajes. Asimismo, el 6,99 % de parados se explica fundamentalmente por una amplia distribución de la propiedad, por el mero funcionamiento del mercado laboral y por ese sector industrial deficitario.
Tradicionalmente el medio de vida de la población de Canena ha sido la agricultura, en concreto el cultivo del olivo, pilar fundamental de la economía del municipio. De hecho, se puede constatar que hoy en día, más del 85 % del término se encuentra de olivar, y más del 95 % de las tierras de cultivo. La propiedad se encuentra muy repartida, siendo parcelas de poca superficie. 
Como ya se ha mencionado anteriormente, el término municipal tiene una superficie de 14 km². Esta pequeña superficie agrícola se ha visto incrementada, de hecho, a partir de la década de 1950; la incidencia por compra en otros términos municipales ha sido muy notable, y hoy, agricultores de Canena, tienen importantes enclaves de labranza en Ibros, Baeza, Úbeda, Torreperogil, Arquillos, Rus, Vilches, Linares, etc, encontrándose la agricultura muy mecanizada. 
Hay dos cooperativas olivareras en el pueblo que molturaron en 2002/2003, 17,3 millones de kg de aceituna y en el 2003/2004, 27 millones. Hay dos panaderías que además de pan producen dulces y otros productos de la panadería y repostería tradicional, varias tiendas de alimentación, comercios y de productos típicos orientados al turismo cada vez más numeroso procedente del Balneario. 
También es notable aunque todavía no muy afianzado, el sector de la construcción en el municipio, existiendo varias empresas dedicadas a esta labor.
En cuanto a establecimientos hoteleros y de ocio se cuenta con el Balneario San Andrés con hotel de tres estrellas, piscina cubierta y al aire libre y espacios para cafetería, restaurante, deportes, etc. Asimismo, y distante unos tres kilómetros del municipio se cuenta con el Hotel-Paraje La Lambra situado en un entorno singular al lado del pantano de Giribaile. Establecimientos que, debido a la expansión del turismo en la región, se están beneficiando de tal actividad, dando trabajo a un gran número de personas del municipio y alrededores.
Por último y respecto al sector industrial, en un pasado cercano en el que desarrollaba su labor en el municipio la empresa textil Secopal, la cual daba trabajo a numerosos trabajadores, tras su cierre por quiebra, dejó al municipio con un sector industrial bastante deficitario.

## Cultura
El castillo presta su acomodo al Festival de Música de Canena, que tiene lugar durante los fines de semana del mes de julio de cada año. Inició su andadura en 1992 a instancias del Ayuntamiento de Canena. Los conciertos se celebran los viernes y sábados en el patio de Columnas o en el patio de Armas según lo exija el escenario o auditorio requerido. El tipo de concierto o interpretación es variable, desde ópera a jazz, bandas de música, piano, guitarra, etc.